# Pohulanka (obwód homelski)
Pohulanka – dawna wieś na Białorusi, w obwodzie homelskim, w rejonie chojnickim. Została zniszczona po 1921 roku, obecnie w jej miejscu rośnie las.